# KRAS
KRASは、KRAS proto-oncogene, 'GTPアーゼと定義されている。カーステン・ラット肉腫ウイルスがん遺伝子 のproto-oncogeneで、"K-ras"遺伝子, "Ki-ras"遺伝子とも呼ばれ, GTPase活性をもつp21 タンパク質として発見された。1983年に、ヒトがん細胞の活性化'KRAS遺伝子と正常細胞のKRAS遺伝子とそれぞれにコードされるタンパク質の配列、1985年にヒト染色体上での位置 が報告された。　
H-ras、N-ras、K-rasのrasがん遺伝子とされるrasファミリーの１つで、EGFR（上皮成長因子受容体）からの細胞増殖のシグナルを核に伝達して、細胞増殖を進めるアクセルとしての機能を持つと考えられる。また、K-ras遺伝子の活性化変異はヒトがん細胞のrasファミリーの中で最も高頻度に変異が検出され、がん化の促進に特に重要と考えられている。
正常なKRAS遺伝子のタンパク質産物は、正常な組織シグナル伝達において必須の機能を果たすが、KRAS遺伝子の変異は多くのがんの発生における必須段階である。その他のRasファミリーのメンバーと同様に、KRASタンパク質はGTPアーゼであり、多くのシグナル伝達経路において上流に位置する。KRASは、C末端にイソプレニル基が存在するため、通常は細胞膜につながっている。

## 機能
KRASは分子オン・オフスイッチとして働く。オンになると、成長因子やC-RafおよびPI3キナーゼといったその他の受容体のシグナルの伝播に必要なタンパク質を集めて活性化させる。KRASは活性化状態ではGTPに結合し、このヌクレオチドの末端リン酸基を切断しGDPに変換する酵素活性を有する。GTPがGDPに変換されると、KRASのスイッチはオフとなる。変換の速度は通常遅いが、GTPアーゼ活性化タンパク質 (GAP) に属する付属タンパク質（例えばRasGAP）によって劇的に加速される。同様に、KRASは結合ヌクレオチドの放出を推し進めるグアニンヌクレオチド交換因子 (GEF) のタンパク質（例えばSOS1）に結合できる。その後、KRASは細胞質基質に存在するGTPに結合し、GEFはras-GTPから離れる。

## 臨床的重要性
このがん原遺伝子は、ほ乳類ras遺伝子ファミリーからのカーステンrasがん遺伝子ホモログである。単一のアミノ酸置換、特に一塩基置換が活性化変異の原因である。変異により形質転換したタンパク質は、肺腺がんや粘液腺腫、膵臓の腺管がん、大腸癌を含む様々な悪性腫瘍に関わっている。
いくつかの生殖細胞系列KRAS変異はヌーナン症候群およびCFC症候群に関わっていることが明らかにされている。
白血病、大腸癌、膵癌、肺癌では、高い率で体細胞KRAS変異が見られる。

### 大腸癌
変異の発生順は、KRAS変異の効果において重要である。大腸癌に関しては、最初のKRAS変異は一般的に自己制御的過形成あるいは境界病変へとつながるが、これがAPC変異の後に起こると、がんに進行することが多い。
KRAS変異により、大腸癌のパニツムマブおよびセツキシマブ治療に対する非常に低い反応が予測される。現在、大腸癌患者がEGFR阻害薬の一つに応答するかどうかを予測する最も信頼できる手法は、KRASをコードする遺伝子のある「活性化」変異（大腸癌の40%に起こっている）について調べることである。変異したKRAS遺伝子を発現している腫瘍を有する患者はセツキシマブあるいはパニツムマブに応答しないことが研究により示されている。
野生型（正常）KRAS遺伝子の存在はこれらの薬の有効性を保障しないが、数多くの大規模研究は、KRAS野生型腫瘍を持つmCRC（転移性大腸癌）患者に対してセツキシマブ顕著な効果を示すことが明らかにされている。2009年に発表された、第III相CRYSTAL試験（Cetuximab combined with iRinotecan in first-line therapY for metaSTatic colorectAL cancer：切除不能再発大腸がんのファーストライン療法においてイリノテカンと併用したセツキシマブ）では、セツキシマブと抗がん剤の組合せで治療した野生型KRAS遺伝子を持つ患者は、抗がん剤のみで治療した患者と比較して59%にものぼる奏効率を示した。また、KRAS野生型遺伝子を持つ患者では、化学療法のみを受けた患者と比較して病気の進行のリスクが32%低下した。

### 肺癌
患者が上皮成長因子受容体 (EGFR) における変異に対して陽性か陰性かどうかで、患者がエルロチニブといったEGFR薬にどのように反応するかが予測される。EGFR陽性患者はエルロチニブに対して60%という優れた奏効率を示した。しかしながら、KRAS陽性よびEGFR陽性は一般的に相互排他的である。KRAS陽性の肺癌患者のエルロチニブに対する奏効率は5%あるいはそれ以下と見積られている。

## KRAS検査
2009年7月、アメリカ食品医薬品局 (FDA) は、転移性大腸癌の治療に適応される2種類の抗EGFRモノクローナル抗体薬（パニツムマブおよびセツキシマブ）の表示を、KRAS変異に関する情報を含むように改訂した。

## 相互作用
KRASは以下のタンパク質と相互作用することが明らかにされている。
- C-Raf,[24][25]
- PIK3CG,[26]
- RALGDS,[24][27] and
- RASSF2.[28]

## 抗がん剤とKRAS
大腸がんの治療薬セツキシマブ (Cetuximab) などの上皮成長因子受容体 (EGFR＝Epidermal Growth Factor Receptor) に結合してその働きを阻害することで効果を狙う分子標的薬では、KRAS遺伝子の変異が存在すると薬理効果が期待できない（使えない）可能性が高いとの知見がある。このため、がんの化学療法の治療方法の選択のために行われる「K-ras遺伝子のcodon12やcodon13の変異解析（変異の有無）」のことをKRASと表記する場合がある。
codon12 GGT
変異はいろいろ。
codon13 GGC
変異はGGC→GACと変異するのがほとんど。
反面KRAS遺伝子の一部に変異があっても、「肺がんの治療薬メトトレキサートやペメトレキセドなどの葉酸代謝拮抗薬（抗がん剤）は、がん細胞に遺伝子増幅が見られない非小細胞肺癌の患者には薬効が大きく期待できる」とされる 。

## 推薦文献
- Tsuchida N, Murugan AK, Grieco M. (2016). “Kirsten Ras oncogene : significance of its discovery in human cancer research”. Oncotarget 7 (29):  46717-33. PMID 27102293.
- Kahn S, Yamamoto F, Almoguera C, et al. (1987). “The c-K-ras gene and human cancer (review).”. Anticancer Res. 7 (4A):  639–52. PMID 3310850.
- Yamamoto F, Nakano H, Neville C, Perucho M (1985). “Structure and mechanisms of activation of c-K-ras oncogenes in human lung cancer.”. Prog. Med. Virol. 32:  101–14. PMID 3895297.
- Porta M, Ayude D, Alguacil J, Jariod M (2003). “Exploring environmental causes of altered ras effects: fragmentation plus integration?”. Mol. Carcinog. 36 (2):  45–52. doi:10.1002/mc.10093. PMID 12557259.
- Smakman N, Borel Rinkes IH, Voest EE, Kranenburg O (2006). “Control of colorectal metastasis formation by K-Ras.”. Biochim. Biophys. Acta 1756 (2):  103–14. doi:10.1016/j.bbcan.2005.07.001. PMID 16098678.
- Castagnola P, Giaretti W (2006). “Mutant KRAS, chromosomal instability and prognosis in colorectal cancer.”. Biochim. Biophys. Acta 1756 (2):  115–25. doi:10.1016/j.bbcan.2005.06.003. PMID 16112461.
- Deramaudt T, Rustgi AK (2006). “Mutant KRAS in the initiation of pancreatic cancer.”. Biochim. Biophys. Acta 1756 (2):  97–101. doi:10.1016/j.bbcan.2005.08.003. PMID 16169155.
- Pretlow TP, Pretlow TG (2006). “Mutant KRAS in aberrant crypt foci (ACF): initiation of colorectal cancer?”. Biochim. Biophys. Acta 1756 (2):  83–96. doi:10.1016/j.bbcan.2005.06.002. PMID 16219426.
- Su YH, Wang M, Aiamkitsumrit B, et al. (2007). “Detection of a K-ras mutation in urine of patients with colorectal cancer.”. Cancer biomarkers : section a of Disease markers 1 (2–3):  177–82. PMID 17192038.